# Pedro Calungsod
San Pedro Calungsod (/kaˈluŋsoð/; aprox. 1654 – 2 de abril de 1672) fue un mártir católico de Filipinas, asesinado en 1672 en Guam por el jefe chamorro Mata'pang, quien se oponía a los bautismos que hacían los misioneros bajo el liderazgo del sacerdote jesuita español Diego Luis de San Vitores, que también fue asesinado en el mismo evento. Pedro tenía 18 años y fue beatificado el 5 de marzo de 2000 por el papa Juan Pablo II y canonizado el 21 de octubre de 2012 por el papa Benedicto XVI. La Iglesia católica conmemora cada año el día de su santoral el 2 de abril.
La campaña católica de San Vitores hizo que muchos nativos recibieran el bautismo en las Islas Marianas. El nombre de las islas se lo dio el mismo misionero al cambiar el que el navegante portugués Fernando de Magallanes le había dado como “Islas de los Ladrones.” Bien pronto se creó un grupo de resistencia a la acción misionera liderado por algunos jefes chamorros y apoyados por un influyente comerciante chino de nombre Choco, quien avivó rumores de que los misioneros esparcían veneno en el agua bendita que daban al pueblo durante las ceremonias como el bautismo y la Eucaristía. La muerte de algunos niños recién nacidos y que habían sido bautizados, seguramente por contacto de virus con los europeos, reafirmó la creencia popular de que el bautismo era la causa de las muertes.

## Origen
En el lugar de nacimiento de Pedro Calungsod (bisayo: Kalungsod, “paisano”) es desconocido. Se sabe ciertamente que era nativo de Bisayas, muy probablemente de lo que en la actualidad es la Provincia de Cebú. En el proceso de beatificación y canonización se estableció como sitio probable Ginatilan, un poblado al sur de la isla de Cebú.

## Catequista y misionero
Fue uno de los muchachos catequistas que fue con algunos misioneros jesuitas de las Filipinas para evangelizar chamorros en las Islas Marianas o Islas de los Ladrones en el Pacífico Occidental en 1668.
La vida en las islas era difícil. Las provisiones de los misioneros no llegaban con regularidad. La selva era bastanta espesa, los riscos demasiado altos y difíciles de escalar y las islas eran azotadas permanentemente por ciclones. A pesar de ello, los misioneros perseveraban y se empezaron a dar conversiones entre los nativos. Fueron los misioneros jesuitas los que cambiaron el nombre de las islas de Ladrones a Marianas para honorar a la Virgen María y a la reina regente de España, Mariana de Austria, quien era su principal benefactora.
Un chino de nombre Choco que habitaba en las islas no veía con buenos ojos el prestigio que los misioneros ganaban entre los nativos. Fue él quien comenzó a extender el rumor de que estos ponían veneno en el agua utilizada en los ritos, pues algunos niños de Chamorro habían muerto después del bautismo. Este evento generó que algunos que recién se habían bautizado, hicieran apostasía (renuncia a la fe). 
Choco tenía el respaldo de los macanjas (chamán), de los urritaos (prostitutos) y de los apóstatas. Se creó entonces todo un partido para perseguir a los misioneros. 
El asalto tomó lugar el 2 de abril de 1672, un domingo, después de las ceremonias del Domingo de palmas de aquel año. Cerca de las siete de la mañana, Pedro, que tenía entre 17 y 18 años de edad, y su superior en las misiones, Pedro Diego, fueron a la aldea de Tumon en la isla de Guam. Allí les dijeron que una bebé había nacido recientemente. Los misioneros pidieron que fuera traída para ser bautizada. Su padre, un tal Mata'pang, se negó furiosamente a que fuera bautizada. Este Mata'pang era originalmente católico y amigo de los misioneros, pero había apostatado.
Para darle a Mata'pang tiempo para que se calmara, los dos misioneros reunieron a los niños de la aldea y algunos adultos para impartir catequesis. Invitaron también a Mata'pang quien se negó. 
Determinado a asesinar a los dos misioneros, Mata'pang se retiró y buscó a otro aldeano de nombre Hirao. Este rehusó la invitación en principio porque reconoció la amabilidad de los misioneros hacia la gente, pero después cambió de idea cuando Mata'pang lo llamó cobarde. Durante la ausencia de Mata'pang y con el consentimiento de la madre, el padre Diego y Pedro bautizaron a la bebé.
Al saber el evento, Mata'pang se puso furioso. Primero le tiraron lanzas a Pedro que pudo evitarlas. Los testigos dicen que Pedro tenía toda la agilidad y posibilidad de escapar, pero que no quería dejar solo al sacerdote. También dicen los testigos que si Pedro hubiese tenido un arma de la época consigo, hubiese podido derrotar fácilmente a los agresores, porque era un muchacho fuerte y valiente, pero el padre Diego nunca permitió que sus compañeros llevasen armas. Finalmente, Pedro recibió una lanza en su pecho y sucumbió. Hirao se abalanzó sobre el muchacho y lo remató en el lugar. El sacerdote Diego le dio inmediatamente la absolución y también fue asesinado por los agresores.
Mat'apang tomó el crucifijo del padre Diego y lo golpeó con una piedra. Los dos asesinos desnudaron a sus víctimas y los arrastraron hasta la playa, les ataron piedras grandes a sus pies, los pusieron en una barca y después los arrojaron al mar.
Cuando los otros misioneros se enteraron de su muerte, exclamaron: ¡Un muchacho afortunado! Cuán bien premiados estos cuatro años de perseverancia al servicio de Dios en las dificultades de la misión: se hizo el precursor de nuestro superior, padre Diego, en el cielo. 
Los misioneros recordaban a Pedro como un muchacho de buena disposición, catequista virtuoso, buen creyente y perseverante hasta el punto de dar su vida.

## Beatificación y canonización
El papa Juan Pablo II beatificó a ambos misioneros. Primero al padre Diego Luis de San Vitores el 6 de octubre de 1985 y después al muchacho el 5 de marzo de 2000 en Roma.
Pedro fue beatificado junto a otros 43 siervos de Dios. Acerca de Pedro, el Papa dijo en la homilía:

(...) Desde su niñez, Pedro Calungsod se puso sin vacilaciones del lado de Cristo y respondió generosamente a su llamado. Los jóvenes de hoy pueden tomar motivación y fuerza del ejemplo de Pedro, cuyo amor a Jesús lo inspiró a dedicarse a Él desde sus años de adolescencia a enseñar la fe como catequista laico. Dejando su familia y amigos atrás, Pedro aceptó con gusto el desafío que le puso el padre Diego de San Vitores para unirse a él en la misión entre los Chamorros. En un espíritu de fe, marcado por una fuerte devoción a la Eucaristía y a la devoción mariana, Pedro se comprometió en el trabajo difícil que se le ponía y con valentía se enfrentó a muchos obstáculos y dificultades. Frente al peligro inminente, Pedro no abandonó al padre Diego, sino que como un “buen soldado de Cristo,” prefirió morir al lado del misionero (...)

Calungsod fue canonizado oficialmente por Benedicto XVI en la Basílica de San Pedro en la Ciudad del Vaticano el 21 de octubre de 2012.